# Philosophical Transactions of the Royal Society
Philosophical Transactions of the Royal Society lub Phil. Trans. – czasopismo naukowe publikowane przez Royal Society (Królewskie Towarzystwo Naukowe) od 1665 roku. Jest to najstarsze na świecie, wciąż wydawane anglojęzyczne czasopismo naukowe. Starszy od niego jest tylko francuskojęzyczny „Journal des sçavans”.
Użycie słowa Philosophical w tytule pochodzi od filozofii przyrody, która do końca XVII w. oznaczała działalność naukową. Dopiero z końcem stulecia zaczęto wyraźnie oddzielać pojęciowo naukę od filozofii.

## Historia
Pierwsze wydanie zostało opublikowane przez Henry’ego Oldenburga w 1665 roku, pięć lat po powstaniu Royal Society. W czasopiśmie publikowali tacy naukowcy jak: Isaac Newton, Michael Faraday i Karol Darwin. W 1672 roku czasopismo to opublikowało pracę Newtona New Theory about Light and Colours (Nowa teoria o świetle i kolorach), dzięki czemu rozpoczął swoją karierę naukową.
W 1887 roku czasopismo podzieliło się na dwie oddzielne części: „Philosophical Transactions of the Royal Society A” poświęcone naukom fizycznym, i „Philosophical Transactions of the Royal Society B” poświęcone naukom biologicznym.